# Ghiacciaio Miller
Il ghiacciaio Miller è un ghiacciaio lungo circa 16 km situato nella regione centro-occidentale della Dipendenza di Ross, in Antartide. Il ghiacciaio, il cui punto più alto si trova a circa 600 m s.l.m., si trova in particolare all'interno di una valle che divide la dorsale Gonville and Caius, a est, dalla dorsale St. Johns, a ovest, dove fluisce verso sud-est partendo dal versante meridionale del monte Queer e scorrendo lungo il versante occidentale della cresta Killer e quello orientale del monte Hubel fino a unire il proprio flusso a quello del ghiacciaio Debenham.

## Storia
Il ghiacciaio Miller è stato mappato dai membri della squadra occidentale della spedizione Terra Nova, condotta dal 1910 al 1913 e comandata dal capitano Robert Falcon Scott, e così battezzato da Thomas Griffith Taylor in onore dell'allora sindaco di Lyttelton, M. J. Miller, il maestro d'ascia che riparò la Terra Nova, la nave della spedizione, prima della sua partenza dalla Nuova Zelanda.